# BMW X3
El BMW X3 es un crossover compacto de lujo del segmento D, producido por el fabricante alemán BMW desde 2003. Se basa en la Serie 3, pensado como complemento del BMW X5, un modelo más grande, potente y costoso que el X3.

## Primera generación (2003-2010)
El X3, cuyo código interno es E83, comparte elementos con el Serie 3 BMW E46. Incorpora tracción a las cuatro ruedas sin reductora y un sistema de control de tracción inteligente.
En 2005 se modificaron las defensas delanteras y se incorporó de serie tapizados en cuero para todas las versiones. La suspensión fue retocada para hacerla más suave en carretera. El modelo 2006 incorporó nuevos motores provenientes de los X5 y Z4.
El X3 fue modificado más profundamente en el 2006. Las luces, defensas y el interior fueron rediseñados para asemejarlo al X5; por ejemplo, los pilotos traseros son ahora de diodos led. El motor 3.0si (xDrive35i) tiene ahora 260 CV de potencia máxima, y es más potente en bajos que el 3.0i (xDrive30i). Además se implantó un nuevo motor de 6 cilindros similar al 3.0d (xDrive30d), pero este con una potencia de 286CV, gracias a la colocación de dos turbocompresores, así nació el BMW X3 3.0sd (xDrive35d).[cita requerida]

### Motorizaciones
|                                | 2.0i                   | 2.5i                                                                          | 2.5si                                                                         | 3.0i                                                                          | 3.0si                                                                         |                |
| ------------------------------ | ---------------------- | ----------------------------------------------------------------------------- | ----------------------------------------------------------------------------- | ----------------------------------------------------------------------------- | ----------------------------------------------------------------------------- | -------------- |
| Periodo                        | 2005-2010              | 2004-2006                                                                     | 2006-2010                                                                     | 2003-2006                                                                     | 2006-2010                                                                     |                |
| Identificación del motor       | N46 B20                | M54 B25                                                                       | N52 B25                                                                       | M54 B30                                                                       | N52 B30                                                                       |                |
| Tipo de motor                  | L4 16v                 | L6 24v                                                                        | L6 24v                                                                        | L6 24v                                                                        | L6 24v                                                                        |                |
| Diámetro x carrera             | 84.0 mm × 90.0 mm      | 84.0 mm × 75.0 mm                                                             | 84.0 mm × 75.0 mm                                                             | 84.0 mm × 89.6 mm                                                             | 85.0 mm × 88.0 mm                                                             |                |
| Cilindrada                     | 1995 cm³               | 2494 cm³                                                                      | 2494 cm³                                                                      | 2979 cm³                                                                      | 2996 cm³                                                                      |                |
| Relación de compresión         | 10.5: 1                | 10.5: 1                                                                       | 11.0: 1                                                                       | 10.2: 1                                                                       | 11.0: 1                                                                       |                |
| Potencia máxima: CV (kW) @ rpm | 150 CV (110 kW) @ 6200 | 192 CV (141 kW) @ 6000                                                        | 218 CV (160 kW) @ 6500                                                        | 231 CV (170 kW) @ 5900                                                        | 272 CV (200 kW) @ 6650                                                        |                |
| Par máximo: Nm @ rpm           | 200 Nm @ 3750          | 245 Nm @ 3500                                                                 | 250 Nm @ 2750-4250                                                            | 300 Nm @ 3500                                                                 | 315 Nm @ 2750                                                                 |                |
| Tracción                       | Total (xDrive)         | Total (xDrive)                                                                | Total (xDrive)                                                                | Total (xDrive)                                                                | Total (xDrive)                                                                | Total (xDrive) |
| Transmisión                    | Manual, 6 velocidades  | Manual, 6 velocidades / Automática, 5 velocidades / Automática, 6 velocidades | Manual, 6 velocidades / Automática, 5 velocidades / Automática, 6 velocidades | Manual, 6 velocidades / Automática, 5 velocidades / Automática, 6 velocidades | Manual, 6 velocidades / Automática, 5 velocidades / Automática, 6 velocidades |                |
| Aceleración 0–100 km/h         | 11.5 s                 | 8.9 s                                                                         | 8.5 s                                                                         | 7.8 s                                                                         | 7.2 s                                                                         |                |
| Velocidad máxima               | 198 km/h               | 208 km/h                                                                      | 221 km/h                                                                      | 224 km/h                                                                      | 232 km/h                                                                      |                |
| Consumo combinado (L/100 km)   | 9.3                    | 11.2                                                                          | 9.9                                                                           | 11.4                                                                          | 10.1                                                                          |                |

|                                | 18d                                                        | 2.0d                                                       | 2.0d                                                       | 3.0d                                                       | 3.0d                                                       | 3.0sd                                                        |
| ------------------------------ | ---------------------------------------------------------- | ---------------------------------------------------------- | ---------------------------------------------------------- | ---------------------------------------------------------- | ---------------------------------------------------------- | ------------------------------------------------------------ |
| Periodo                        | 2009-2010                                                  | 2004-2007                                                  | 2007-2010                                                  | 2003-2004                                                  | 2004-2010                                                  | 2006-2010                                                    |
| Identificación del motor       | N47 D20                                                    | M47 TUD20                                                  | N47 D20                                                    | M57 TUD30                                                  | M57 TUD30                                                  | M57 TU2D30 TOP                                               |
| Tipo de motor                  | L4 16v, inyección directa, common-rail, turbo, intercooler | L4 16v, inyección directa, common-rail, turbo, intercooler | L4 16v, inyección directa, common-rail, turbo, intercooler | L6 24v, inyección directa, common-rail, turbo, intercooler | L6 24v, inyección directa, common-rail, turbo, intercooler | L6 24v, inyección directa, common-rail, biturbo, intercooler |
| Diámetro x carrera             | 84.0 mm × 90.0 mm                                          | 84.0 mm × 90.0 mm                                          | 84.0 mm × 90.0 mm                                          | 84.0 mm × 90.0 mm                                          | 84.0 mm × 90.0 mm                                          | 84.0 mm × 90.0 mm                                            |
| Cilindrada                     | 1995 cm³                                                   | 1995 cm³                                                   | 1995 cm³                                                   | 2993 cm³                                                   | 2993 cm³                                                   | 2993 cm³                                                     |
| Relación de compresión         | 16.0: 1                                                    | 17.0: 1                                                    | 16.5: 1                                                    | 17.0: 1                                                    | 17.0: 1                                                    | 17.0: 1                                                      |
| Potencia máxima: CV (kW) @ rpm | 143 CV (105 kW) @ 4000                                     | 150 CV (110 kW) @ 4000                                     | 177 CV (130 kW) @ 4000                                     | 204 CV (150 kW) @ 4000                                     | 218 CV (160 kW) @ 4000                                     | 286 CV (210 kW) @ 4400                                       |
| Par máximo: Nm @ rpm           | 350 Nm @ 1750-2750                                         | 330 Nm @ 2000                                              | 350 Nm @ 1750-3000                                         | 410 Nm @ 1500-3250                                         | 500 Nm @ 1750-2750                                         | 580 Nm @ 1750-2250                                           |
| Tracción                       | Total (xDrive)                                             | Total (xDrive)                                             | Total (xDrive)                                             | Total (xDrive)                                             | Total (xDrive)                                             | Total (xDrive)                                               |
| Transmisión                    | Manual, 6 velocidades                                      | Manual, 6 velocidades                                      | Manual, 6 velocidades / Automática, 6 velocidades          | Manual, 6 velocidades / Automática, 5 velocidades          | Manual, 6 velocidades / Automática, 6 velocidades          | Automática, 6 velocidades                                    |
| Aceleración 0–100 km/h         | 10.3 s                                                     | 10.2 s                                                     | 8.9 s                                                      | 7.9 s                                                      | 7.4 s                                                      | 6.6 s                                                        |
| Velocidad máxima               | 195 km/h                                                   | 198 km/h                                                   | 206 km/h                                                   | 218 km/h                                                   | 220 km/h                                                   | 240 km/h                                                     |
| Consumo combinado (L/100 km)   | 6.2                                                        | 7.2                                                        | 6.5                                                        | 8.4                                                        | 7.9                                                        | 8.7                                                          |

### X3 xDrive 2.0d
Monta un motor 4 cilindros en línea diésel. Se empezó a usar en el SUV desde el 2005, tiene 1.995cc que llega hasta los 177cv y un impresionante par de 35,7 kg-m a tan solo 1750 rpm. El rendimiento de su propulsor se une a la tecnología EfficientDynamics de la marca que incluye un diferencial optimizado para una fricción mínima, la bomba de agua que funciona según las necesidades de refrigeración, la bomba de dirección asistida Varioserv y una aerodinámica que combinada con lo anterior logra un consumo mixto de alrededor de 7l/100km. Estéticamente, solo es diferenciada a las demás versiones por varias insignias y la salida de escape, en la parte interior solo cambia el tacómetro. Monta de serie la transmisión de 6 velocidades manual (Europa).

## Segunda generación (2010-2017)
La segunda generación también conocida como F25, se lanzó en el 2010 para iniciar ventas con el modelo 2011. Para esta producción se desplazó la producción de Austria a la fábrica de Spartanburg, Carolina del Sur, Estados Unidos, que actualmente produce los X5 y X6.

### Motorizaciones
|                                | 20i                                                       | 28i                                                       | 28i                       | 35i                                                       |
| ------------------------------ | --------------------------------------------------------- | --------------------------------------------------------- | ------------------------- | --------------------------------------------------------- |
| Periodo                        | 2011-2017                                                 | 2012-2017                                                 | 2010-2012                 | 2010-2017                                                 |
| Identificación del motor       | N20 B20                                                   | N20 B20                                                   | N52 B30                   | N55 B30                                                   |
| Tipo de motor                  | L4 16v, inyección directa, twin-scroll turbo, intercooler | L4 16v, inyección directa, twin-scroll turbo, intercooler | L6 24v                    | L6 24v, inyección directa, twin-scroll turbo, intercooler |
| Diámetro x carrera             | 84.0 mm × 90.1 mm                                         | 84.0 mm × 90.1 mm                                         | 85.0 mm × 88.0 mm         | 84.0 mm × 89.6 mm                                         |
| Cilindrada                     | 1997 cm³                                                  | 1997 cm³                                                  | 2996 cm³                  | 2979 cm³                                                  |
| Relación de compresión         | 10.0: 1                                                   | 10.0: 1                                                   | 11.0: 1                   | 10.2: 1                                                   |
| Potencia máxima: CV (kW) @ rpm | 184 CV (135 kW) @ 5000-6250                               | 245 CV (180 kW) @ 5000-6500                               | 258 CV (190 kW) @ 6600    | 306 CV (225 kW) @ 5800-6400                               |
| Par máximo: Nm @ rpm           | 270 Nm @ 1250-4500                                        | 350 Nm @ 1250-4800                                        | 310 Nm @ 2600-3000        | 400 Nm @ 1200-5000                                        |
| Tracción                       | Trasera / Total (xDrive)                                  | Total (xDrive)                                            | Total (xDrive)            | Total (xDrive)                                            |
| Transmisión                    | Manual, 6 velocidades / Automática, 8 velocidades         | Automática, 8 velocidades                                 | Automática, 8 velocidades | Automática, 8 velocidades                                 |
| Aceleración 0–100 km/h         | 8.2-8.4 s                                                 | 6.7 s                                                     | 6.9 s                     | 5.6 s                                                     |
| Velocidad máxima               | 210 km/h                                                  | 230 km/h                                                  | 230 km/h                  | 245 km/h                                                  |
| Consumo combinado (L/100 km)   | 7.0-7.9                                                   | 7.5                                                       | 9.0                       | 8.8                                                       |
| Normativa anticontaminación    | Euro 5, Euro 6                                            | Euro 5, Euro 6                                            | Euro 5                    | Euro , Euro 6                                             |

|                                | 18d                                                        | 18d                                                        | 20d                                                        | 20d                                                        | 30d                                                        | 35d                                                          |
| ------------------------------ | ---------------------------------------------------------- | ---------------------------------------------------------- | ---------------------------------------------------------- | ---------------------------------------------------------- | ---------------------------------------------------------- | ------------------------------------------------------------ |
| Periodo                        | 2012-2014                                                  | 2014-2017                                                  | 2010-2014                                                  | 2014-2017                                                  | 2011-2017                                                  | 2011-2017                                                    |
| Identificación del motor       | N47 D20                                                    | B47 D20                                                    | N47 D20                                                    | B47 D20                                                    | N57 TUD30 OL                                               | N57 TUD30 TOP                                                |
| Tipo de motor                  | L4 16v, inyección directa, common-rail, turbo, intercooler | L4 16v, inyección directa, common-rail, turbo, intercooler | L4 16v, inyección directa, common-rail, turbo, intercooler | L4 16v, inyección directa, common-rail, turbo, intercooler | L6 24v, inyección directa, common-rail, turbo, intercooler | L6 24v, inyección directa, common-rail, biturbo, intercooler |
| Diámetro x carrera             | 84.0 mm × 90.0 mm                                          | 84.0 mm × 90.0 mm                                          | 84.0 mm × 90.0 mm                                          | 84.0 mm × 90.0 mm                                          | 84.0 mm × 90.0 mm                                          | 84.0 mm × 90.0 mm                                            |
| Cilindrada                     | 1995 cm³                                                   | 1995 cm³                                                   | 1995 cm³                                                   | 1995 cm³                                                   | 2993 cm³                                                   | 2993 cm³                                                     |
| Relación de compresión         | 16.5: 1                                                    | 16.5: 1                                                    | 16.5: 1                                                    | 16.5: 1                                                    | 16.5: 1                                                    | 16.5: 1                                                      |
| Potencia máxima: CV (kW) @ rpm | 143 CV (105 kW) @ 4000                                     | 150 CV (110 kW) @ 4000                                     | 184 CV (135 kW) @ 4000                                     | 190 CV (140 kW) @ 4000                                     | 258 CV (190 kW) @ 4000                                     | 313 CV (230 kW) @ 4400                                       |
| Par máximo: Nm @ rpm           | 360 Nm @ 1750-2500                                         | 360 Nm @ 1500-2250                                         | 380 Nm @ 1750-2750                                         | 400 Nm @ 1750-2500                                         | 560 Nm @ 1500-3000                                         | 630 Nm @ 1500-2500                                           |
| Tracción                       | Trasera                                                    | Trasera                                                    | Total (xDrive)                                             | Total (xDrive)                                             | Total (xDrive)                                             | Total (xDrive)                                               |
| Transmisión                    | Manual, 6 velocidades / Automática, 8 velocidades          | Manual, 6 velocidades / Automática, 8 velocidades          | Manual, 6 velocidades / Automática, 8 velocidades          | Manual, 6 velocidades / Automática, 8 velocidades          | Automática, 8 velocidades                                  | Automática, 8 velocidades                                    |
| Aceleración 0–100 km/h         | 9.9 s                                                      | 9.5 s                                                      | 8.5 s                                                      | 8.1 s                                                      | 5.9 s                                                      | 5.3 s                                                        |
| Velocidad máxima               | 195 km/h                                                   | 195 km/h                                                   | 210 km/h                                                   | 210 km/h                                                   | 230 km/h                                                   | 245 km/h                                                     |
| Consumo combinado (L/100 km)   | 5.1                                                        | 5.1                                                        | 5.6                                                        | 5.6                                                        | 6.0                                                        | 6.1                                                          |
| Normativa anticontaminación    | Euro 5                                                     | Euro 6                                                     | Euro 5                                                     | Euro 6                                                     | Euro 5, Euro 6                                             | Euro 5, Euro 6                                               |

## Tercera generación (2017-presente)

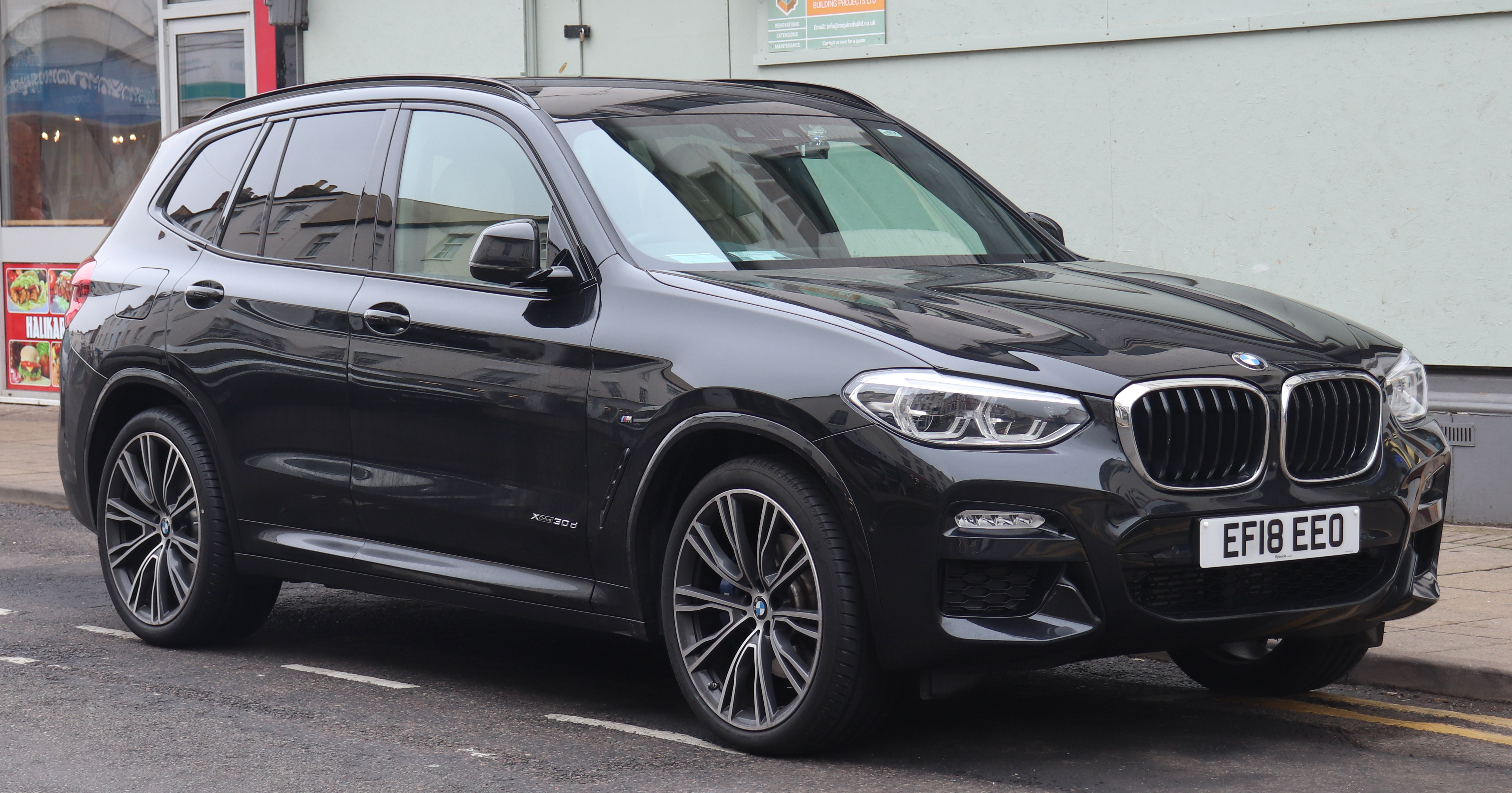
xDrive30d M Sport Automatic 3.0 de 2018

### Motorizaciones
|                                | 20i                                                       | 30i                                                       | M40i                                                      |
| ------------------------------ | --------------------------------------------------------- | --------------------------------------------------------- | --------------------------------------------------------- |
| Periodo                        | 2017-presente                                             | 2017-presente                                             | 2017-presente                                             |
| Identificación del motor       | B48 B20                                                   | B48 B20                                                   | B58 B30                                                   |
| Tipo de motor                  | L4 16v, inyección directa, turbo twin-scroll, intercooler | L4 16v, inyección directa, turbo twin-scroll, intercooler | L6 24v, inyección directa, turbo twin-scroll, intercooler |
| Diámetro x carrera             | 82.0 mm × 94.6 mm                                         | 82.0 mm × 94.6 mm                                         | 82.0 mm × 94.6 mm                                         |
| Cilindrada                     | 1998 cm³                                                  | 1998 cm³                                                  | 2998 cm³                                                  |
| Relación de compresión         | 11.0: 1                                                   | 10.2: 1                                                   | 11.0: 1                                                   |
| Potencia máxima: CV (kW) @ rpm | 184 CV (135 kW) @ 5000-6500                               | 252 CV (185 kW) @ 5200-6500                               | 360 CV (265 kW) @ 5500-6500                               |
| Par máximo: Nm @ rpm           | 290 Nm @ 1350-4250                                        | 350 Nm @ 1450-4800                                        | 500 Nm @ 1520-4800                                        |
| Tracción                       | Trasera / Total (xDrive)                                  | Total (xDrive)                                            | Total (xDrive)                                            |
| Transmisión                    | Automática, 8 velocidades                                 | Automática, 8 velocidades                                 | Automática, 8 velocidades                                 |
| Aceleración 0–100 km/h         | 8.3 s                                                     | 6.3 s                                                     | 4.8 s                                                     |
| Velocidad máxima               | 215 km/h                                                  | 240 km/h                                                  | 250 km/h (Limitada electrónicamente)                      |
| Consumo combinado (L/100 km)   | 7.1-7.4                                                   | 7.2-7.3                                                   | 8.2-8.4                                                   |
| Normativa anticontaminación    | Euro 6                                                    | Euro 6                                                    | Euro 6                                                    |

|                                | 20d                                                        | 25d                                                          | 30d                                                        | M40d                                                         |
| ------------------------------ | ---------------------------------------------------------- | ------------------------------------------------------------ | ---------------------------------------------------------- | ------------------------------------------------------------ |
| Periodo                        | 2017-presente                                              | 2018-presente                                                | 2017-presente                                              | 2018-presente                                                |
| Identificación del motor       | B47 D20                                                    | B47 D20                                                      | B57 D30                                                    | B57 D30                                                      |
| Tipo de motor                  | L4 16v, inyección directa, common-rail, turbo, intercooler | L4 16v, inyección directa, common-rail, biturbo, intercooler | L6 24v, inyección directa, common-rail, turbo, intercooler | L6 24v, inyección directa, common-rail, biturbo, intercooler |
| Diámetro x carrera             | 84.0 mm × 90.0 mm                                          | 84.0 mm × 90.0 mm                                            | 84.0 mm × 90.0 mm                                          | 84.0 mm × 90.0 mm                                            |
| Cilindrada                     | 1995 cm³                                                   | 1995 cm³                                                     | 2993 cm³                                                   | 2993 cm³                                                     |
| Relación de compresión         | 16.5: 1                                                    | 16.5: 1                                                      | 16.5: 1                                                    | 16.5: 1                                                      |
| Potencia máxima: CV (kW) @ rpm | 190 CV (140 kW) @ 4000                                     | 231 CV (170 kW) @ 4400                                       | 265 CV (195 kW) @ 4000                                     | 326 CV (240 kW) @ 4400                                       |
| Par máximo: Nm @ rpm           | 400 Nm @ 1750-2500                                         | 500 Nm @ 2000                                                | 620 Nm @ 2000-2500                                         | 680 Nm @ 1750-2750                                           |
| Tracción                       | Total (xDrive)                                             | Total (xDrive)                                               | Total (xDrive)                                             | Total (xDrive)                                               |
| Transmisión                    | Automática, 8 velocidades                                  | Automática, 8 velocidades                                    | Automática, 8 velocidades                                  | Automática, 8 velocidades                                    |
| Aceleración 0–100 km/h         | 8.0 s                                                      | 6.8 s                                                        | 5.8 s                                                      | 4.9 s                                                        |
| Velocidad máxima               | 213 km/h                                                   | 233 km/h                                                     | 240 km/h                                                   | 250 km/h (Limitada electrónicamente)                         |
| Consumo combinado (L/100 km)   | 5.0-5.4                                                    | 5.8-6.1                                                      | 5.7-6.0                                                    | 6.5-6.4                                                      |
| Normativa anticontaminación    | Euro 6                                                     | Euro 6                                                       | Euro 6                                                     | Euro 6                                                       |

### Versión eléctrica

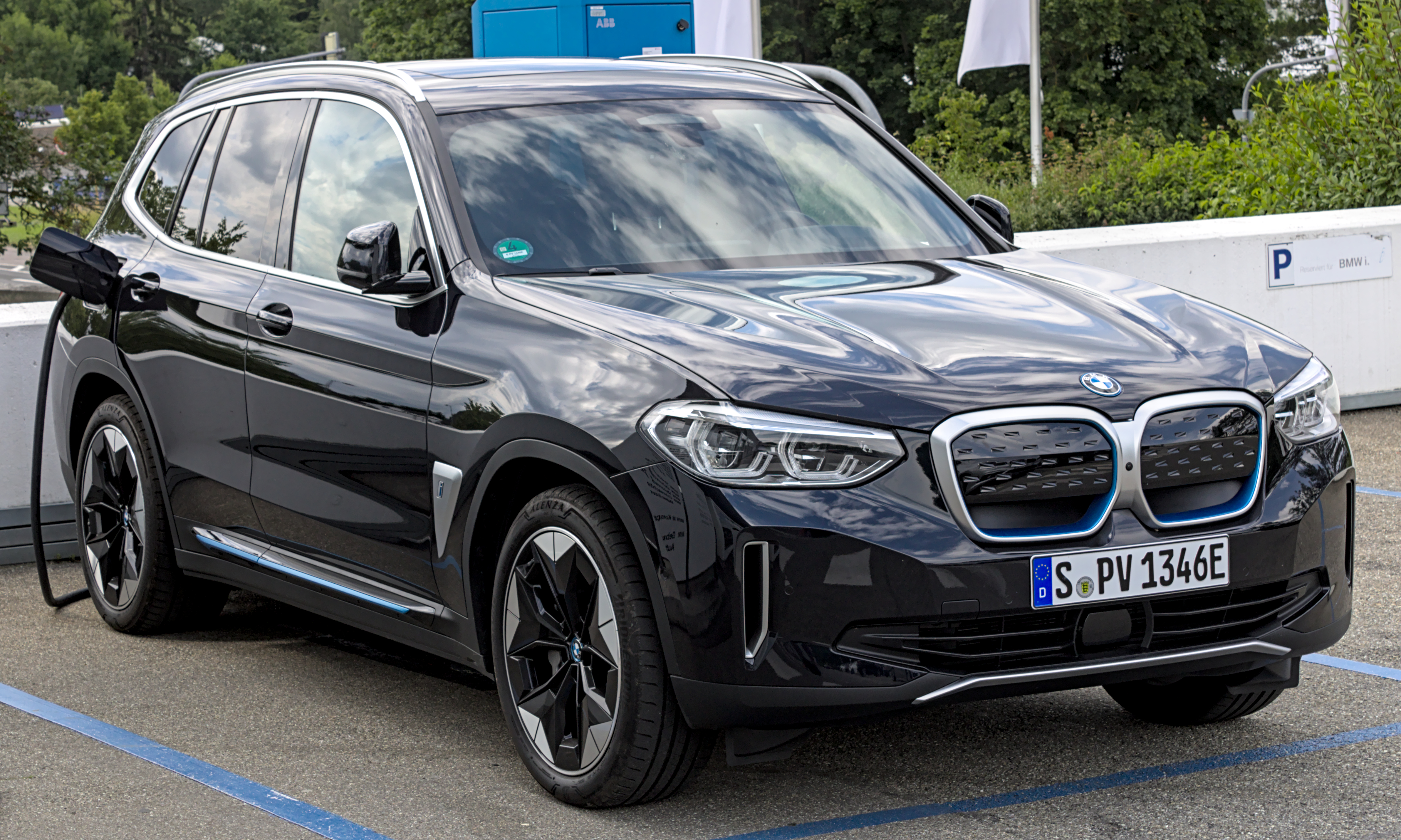
G08 eléctrico

La versión eléctrica de mayor capacidad tiene una batería de 74 kWh (266 MJ) con la que consigue una autonomía de 461 km (286 millas) según WLTP. Potencia de 286 CV (282 HP; 210 kW), acelera de 0 a 100 km/h (0 a 62 mph) en 6.8 segundos, y una velocidad máxima de 180 km/h (112 mph).

### Modelo 2024

#### Motor
4 cilindros BMW TwinPower Turbo (un turbo) / 1998 cm³ (2 L; 121,9 plg³) / 252 hp (5,000 – 6,500 rpm) / 350 Nm (1,450 – 4,800 rpm). 
• Aceleración: 0-100 km/h: 6.4 segundos. • Transmisión: Automática deportiva de 8 velocidades con función Launch Control.
• Tracción: Sistema inteligente de tracción a las cuatro ruedas BMW xDrive.
• Tanque de gasolina: 65 litros.

#### Equipamiento Exterior
Apertura y cierre eléctrico de la puerta del maletero desde el habitáculo o mediante el uso de la llave.
• Barra óptica en fascia delantera en color Gracier Silver mate; barra óptica en la fascia trasera en aluminio mate. 
• Cristales traseros tintados. 
• Elementos de diseño en las tomas de aire y en los estribos en color Glacier Silver mate. 
• Línea exterior alrededor de las ventanas y rieles en el toldo en aluminio satinado. 
• Rines con diseño de radios en V (estilo 692) de 19” con birlos de seguridad. 
• Superficie frontal de varillas de la parrilla en aluminio mate. 
• Techo panorámico eléctrico

#### Seguridad
Bolsas de aire frontales, laterales y de cabeza. 
• Control Dinámico de Estabilidad (DSC), de Tracción (DTC) y frenos antibloqueo (ABS). 
• Kit de primeros auxilios con triángulo de emergencia. 
• Neumáticos Runflat: Funcionamiento en caso de pérdida de presión hasta 80 km a velocidad máxima de 80 km/h.

#### Iluminación y visibilidad
Espejo retrovisor interior y exterior izquierdo con ajuste antideslumbramiento y plegado eléctrico. 
• Faros led con asistente de luz de carretera antideslumbramiento. 
• Luz ambiente con 6 diseños predefinidos en diferentes colores y luz de bienvenida tipo alfombra en el exterior. 
• Sensor de lluvia con encendido automático de las luces y del limpiaparabrisas.

#### Asistencia de manejo
Asistente de atención: A partir de 70 km/h emite una recomendación de pausa al detectar falta de atención o cansancio. 
• Asistente de estacionamiento: Asume por completo la conducción del vehículo para estacionarse en línea y en batería. 
• Ayuda de estacionamiento lateral: Vigila la zona lateral del vehículo y muestra los obstáculos en la pantalla central. 
• Cámara de visión trasera con indicador de obstáculos y líneas de asistencia. 
• Control de crucero: Mantiene la velocidad del vehículo constante a partir de 30 km/h. 
• Sensores de estacionamiento delanteros y traseros con función de frenado de emergencia: Apoya al conductor en las maniobras de reversa (< 5 km/h) aplicando los frenos para evitar colisiones o reducir los daños.

#### Equipamiento Interior
Acabados en Aluminio con acentuación en cromo perlado. 
• Aire acondicionado automático con regulador de 3 zonas. 
• Alfombrillas de velour. 
• Asientos deportivos delanteros con ajuste eléctrico y 2 memorias para conductor; respaldos traseros ajustables en inclinación. 
• Borde de carga en el maletero en acero inoxidable. 
• Reposabrazos delantero con compartimiento portaobjetos integrado. 
• Vestiduras en Sensatec. • Volante deportivo de cuero multifuncional.[cita requerida]